# زهرة الأفعى
حنة الفولة، تويد أميي أو زهرة الأفعى أو الأفعوي أو الكحلة (باللاتينية: Echium) هي جنس نباتي يتبع الفصيلة الحِمحِمية من طائفة ثنائيات الفلقة. يضم هذا الجنس 60 نوعًا.

## من أنواعهاالواطنةفيالوطن العربي
- زهرة الأفعى الإيطالية (باللاتينية: Echium italicum) في بلاد الشام ومصر والمغرب العربي وحوض البحر الأبيض المتوسط وشرق أوروبا والقوقاز
- زهرة الأفعى البابوتية (باللاتينية: Echium pabotii) في بلاد الشام
- زهرة الأفعى الحمراء (باللاتينية: Echium rubrum) في بلاد الشام
- زهرة الأفعى الخليلية (باللاتينية: Echium judaeum) في بلاد الشام
- زهرة الأفعى الراوفولفية (باللاتينية: Echium rauwolfii) في بلاد الشام
- زهرة الأفعى الشجرية (باللاتينية: Echium pininana) في جزر الكناري
- زهرة الأفعى ضيقة الأوراق (باللاتينية: Echium angustifolium) في بلاد الشام
- زهرة الأفعى الكنارية (باللاتينية: Echium wildpretii) في جزر الكناري
- زهرة الأفعى لسان الحملية (باللاتينية: Echium plantagineum) في بلاد الشام ومصر والمغرب العربي وحوض البحر الأبيض المتوسط وبعض مناطق أوروبا والقوقاز
- زهرة الأفعى المعنقدة (باللاتينية: Echium glomeratum) في بلاد الشام وقبرص وتركيا

## من أنواعها الأخرى

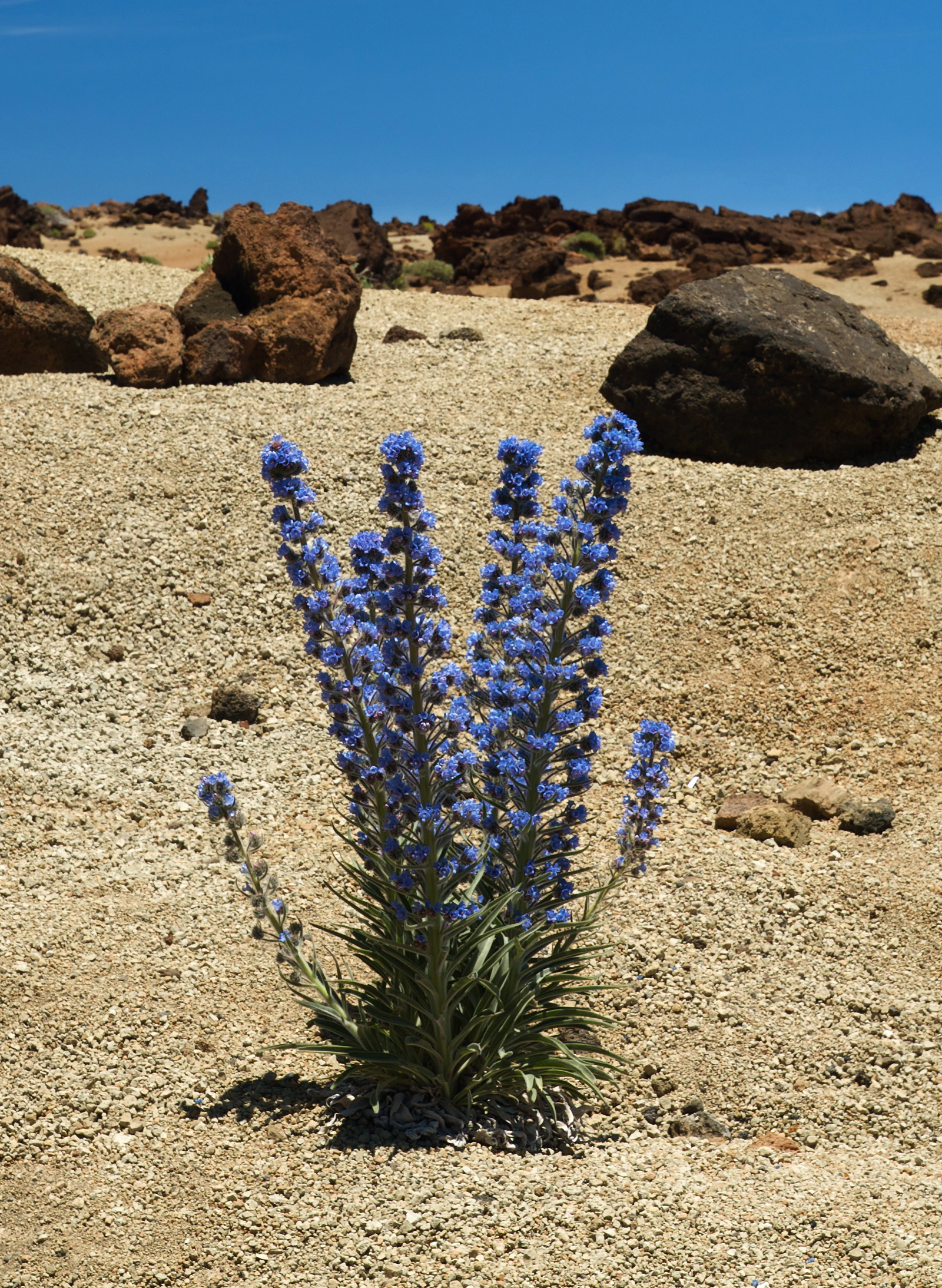
نبات Echium auberianum

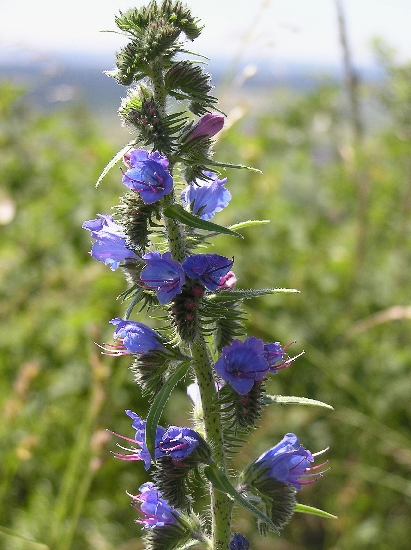
نبات زهرة الأفعى الشائعة

- زهرة الأفعى البرتغالية (باللاتينية: Echium lusitanicum)
- زهرة الأفعى الشائعة (باللاتينية: Echium vulgare) في معظم مناطق أوروبا
- زهرة الأفعى المصحية (باللاتينية: Echium virescens)